# Pinheyschna rileyi
Pinheyschna rileyi é uma espécie de libelinha da família Aeshnidae.
Pode ser encontrada nos seguintes países: Angola, Quénia, Malawi, Moçambique, Sudão, Tanzânia, Uganda, Zâmbia, Zimbabwe e possivelmente em Burundi.
Os seus habitats naturais são: florestas secas tropicais ou subtropicais, regiões subtropicais ou tropicais húmidas de alta altitude, matagal tropical ou subtropical de alta altitude e rios.